# Stipa transcarpatica
Stipa transcarpatica là một loài thực vật có hoa trong họ Hòa thảo. Loài này được Klokov miêu tả khoa học đầu tiên năm 1976.